# Kosmopolitismus
Kosmopolitismus (von altgriechisch κόσμος kósmos „Ordnung, Weltordnung, Welt“ und πολίτης polítes „Bürger“), auch Kosmopolitanismus bzw. Weltbürgertum, ist eine philosophisch-politische Weltanschauung, die den ganzen Erdkreis als Heimat betrachtet. Das Konzept geht auf die Antike zurück. Es steht im Gegensatz zum Nationalismus und Provinzialismus. Daneben wurden ab den 1980er Jahren Ansätze formuliert, die partikularistische und universelle Vorstellungen miteinander verknüpfen wollen.

## Antike
Diogenes von Sinope bezeichnete sich erstmals als Weltbürger. So wie er in seinen Anfängen in der griechisch-hellenischen Ideengeschichte zu finden ist, war der Kosmopolitismus zunächst eine mehr individualistische Lebensphilosophie, die mit der Sichtweise des Kynismus verbunden war. In der Philosophenschule der Stoiker (Zenon, Seneca, Mark Aurel und andere) wurde er auch zu einer Ethik weiterentwickelt.
Die Idee des Kosmopolitismus wird Diogenes von Sinope zugeschrieben, wurde jedoch von den stoischen Philosophen weiterentwickelt und verbreitet. Die Welt kann als eine universale Stadt betrachtet werden, in der jeder Einzelne Teil des Ganzen ist. Die daraus entstandene universelle Brüderlichkeit ist ein zentrales Element der Lehre der Stoiker. Nach stoischer Ansicht ist es die Natur, die den Menschen zu einem geselligen Tier macht und eine fast instinktive Sympathie in ihm weckt. Kaiser Mark Aurel erinnerte in seinem Hauptwerk Selbstbetrachtungen daran, dass das Schicksal (im stoischen Sinne) die Menschen zu vernünftigen Wesen macht und sie zu Mitgliedern einer Weltstadt vereint, die sich ihnen aufdrängt und sie dazu bringt, einander aus natürlicher Neigung zu lieben.
Ein gängiger Ansatz, den stoischen Kosmopolitismus zu interpretieren, ist das Kreismodell der Identität des Hierokles. Dieses Modell besagt, dass der Einzelne sich als konzentrische Kreise betrachten sollte: der erste Kreis umfasst das eigene Ich, gefolgt von der unmittelbaren Familie, der erweiterten Familie, der lokalen Gruppe, den Bürgern, den Landsleuten und der Menschheit. Innerhalb dieser Kreise entwickeln die Menschen ein Gefühl der „Affinität“ oder „Zuneigung“ zu anderen, das die Stoiker als „Oikeiosis“ bezeichneten. Die Aufgabe der Weltbürger besteht darin, die Kreise in Richtung Mitte zu ziehen und eine größere Ähnlichkeit zwischen allen Menschen und unseren Mitbürgern in der Stadt herzustellen.

## Renaissance und Aufklärung

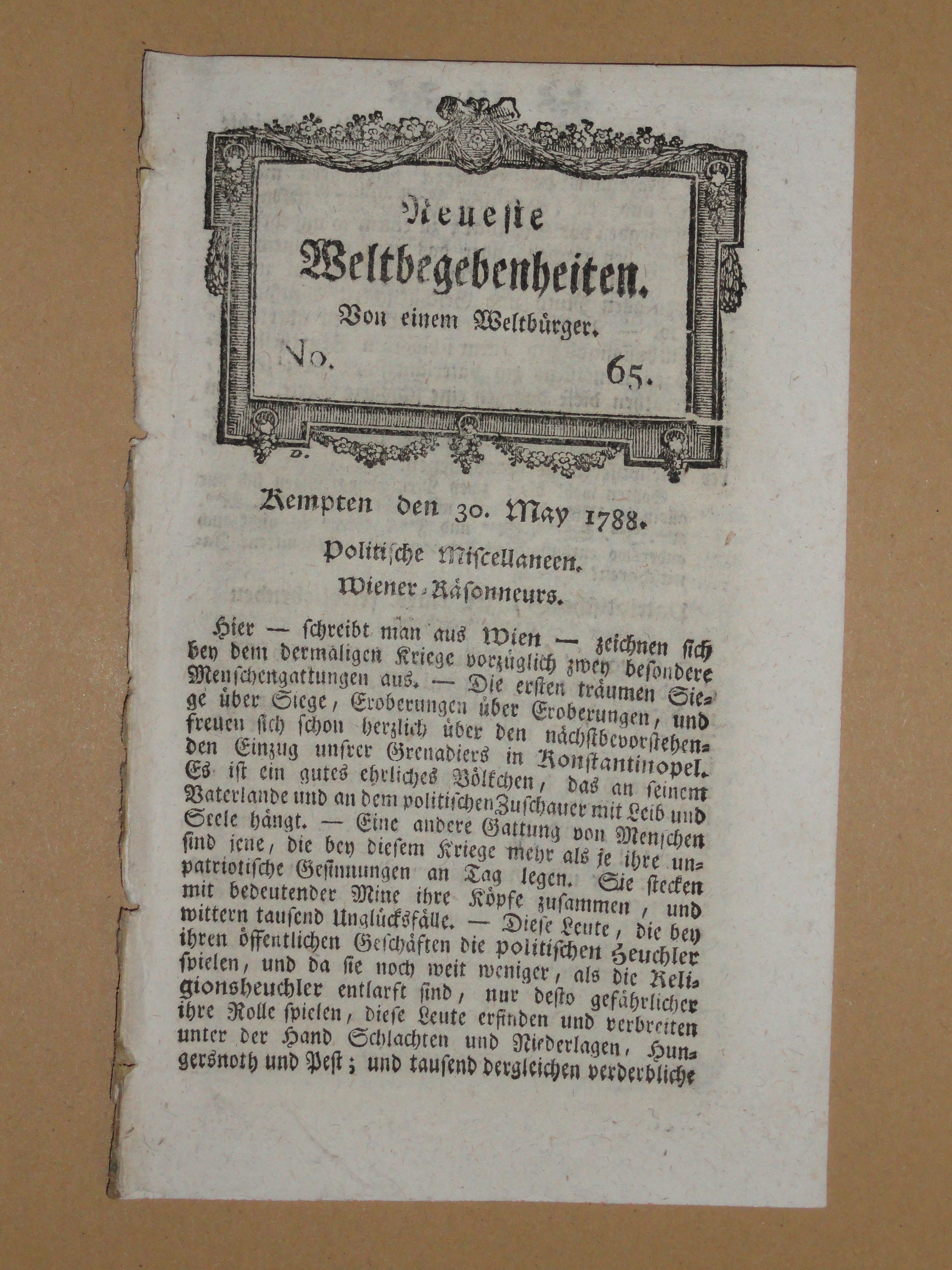
Neueste Weltbegebenheiten: Der Aufklärung dienende Zeitschrift, geschrieben von einem Weltbürger

Einen mächtigen Schub bekommt diese Philosophie im Zeitalter des Renaissance-Humanismus und der Aufklärung. Viele der damals zeitgenössisch großen Denker und Schriftsteller schreiben über dieses Ideal, so zum Beispiel der Weimarer Prinzenerzieher Christoph Martin Wieland in seinem Werk Das Geheimnis des Kosmopoliten-Ordens:

„Die Kosmopoliten betrachten alle Völker des Erdbodens als ebenso viele Zweige einer einzigen Familie, und das Universum als einen Staat, worin sie mit unzähligen andern vernünftigen Wesen Bürger sind, um unter allgemeinen Naturgesetzen die Vollkommenheit des Ganzen zu befördern, indem jedes nach seiner besondern Art und Weise für seinen eigenen Wohlstand geschäftig ist.“

Auch Lessing schreibt über Die Erziehung des Menschengeschlechts. Dem schließt sich Johann Gottfried Herder mit seinem Werk Auch eine Philosophie der Geschichte zur Bildung der Menschheit an. Für die Entwicklung eines Kosmopolitismus der Moderne wird Immanuel Kant eine wesentliche Rolle zugesprochen. Am bekanntesten ist sein Essay Zum ewigen Frieden, da dieser die kosmopolitische Idee in eine Rechtsphilosophie verwandelt.
Weltliche und der Aufklärung dienende Publikationen wie die Neuesten Weltbegebenheiten kamen im 18. Jahrhundert auf. So bezeichnete sich Dominikus von Brentano als Weltbürger auf dem Titelblatt der Neuesten Weltbegebenheiten. Nachrichtenberichterstattung sollte unabhängig von der Kirche erfolgen. Es sollten nur wichtige und wahre Meldungen verbreitet werden, die der Aufklärung der Menschheit dienen.
Die Debatte über Kosmopolitismus war bereits in den 1780er Jahren politisch aufgeladen. Der konservative Publizist Ernst August Anton Göchhausen kritisierte 1786 kosmopolitische Ideen als staatsgefährdend und warf ihren Anhängern vor, die staatliche Ordnung zu untergraben.
Während der Französischen Revolution war die Figur des Kosmopoliten umstritten. Einerseits hieß man bis 1792 Ausländer, die sich die Ideale der Revolution zu eigen gemacht hatten, willkommen und verlieh ihnen das französische Bürgerrecht. Ein prominentes Beispiel ist Anacharsis Cloots, ein Sohn des holländisch-preußischen Adeligen, der eine „République universelle“ über alle nationalen Grenzen hinaus gründen wollte. Gleichzeitig lässt sich eine verbreitete Abneigung gegen die „vaterlandslosen Gesellen“ feststellen. Seit 1792 gab es auch Polemiken gegen die als kosmopolitisch gedeutete Annexionspolitik Frankreichs im Ersten Koalitionskrieg. Vollends auf die negative Seite schwang das Pendel in der Zeit der terreur um: Nun galten Kosmopoliten der Mehrheit der Jakobiner und Sansculotten als gleichgültig gegenüber der Revolution, als Gegenteil des Patrioten. Die certificats de civisme (Bürgerzeugnisse, die verhindern konnten, gemäß dem Gesetz über die Verdächtigen verhaftet zu werden) wurden ihnen verweigert, Verdächtigungen über eine „Verschwörung des Auslands“ führten zu Hinrichtungen, der Hass auf die Königin rührte zu einem nicht geringen Teil aus ihrer österreichischen Herkunft. Besonders katholische Priester wurden als revolutionsfeindliche „Weltbürger“ hingestellt, weil sie den universalistischen Anspruch der katholischen Kirche verkörperten, der dem partikularen Machtanspruch der Republik zuwiderlief. Viele von ihnen wurden zwangsverheiratet oder starben unter der Guillotine.

## 19. Jahrhundert
Die Aufwertung der Nationalen Identität und damit einhergehende Entstehung zahlreicher Nationalstaaten im 19. Jahrhundert schuf eine neue Zugehörigkeit zu einem begrenzten und mehr oder weniger homogenen Kulturraum und damit eine Entfernung von den kosmopolitischen Idealen der Aufklärung. Hannah Arendt führt das Scheitern der nationalstaatlichen Idee in der Katastrophe des Ersten Weltkriegs auf die sich um 1880 beschleunigende Expansion des kolonialen Imperialismus zurück, der mit der eigentlichen Begrenztheit des Nationalstaats nicht vereinbar war.
In der zweiten Hälfte des Jahrhunderts zeichnete sich dennoch eine pazifistische Gegenbewegung innerhalb des heranwachsenden Bürgertums sowohl in Europa als auch in Nordamerika ab, die für eine spätere Wiederbelebung des Interesses am Kosmopolitismus eine Rolle spielte. Als bekannte Vertreterin dieser neuen Bewegung forderte die Friedensnobelpreisträgerin Bertha von Suttner eine Überwindung der wachsenden nationalen Konfliktpotentiale durch eine Friedensunion aller Staaten und Schiedsgerichtsverträge zur Schlichtung von Gegensätzen. Ihr Buch Die Waffen nieder! war mit Übersetzungen in 15 Sprachen bis weit in das 20. Jahrhundert hinein das wichtigste Werk der Antikriegsliteratur.
Diese Entwicklung war nicht auf Europa und Nordamerika beschränkt. In dem durch regionale Konflikte und religiösen Fanatismus gekennzeichneten Persien des 19. Jahrhunderts wurde im Bahaitum die Idee des Weltbürgers zu einer zentralen Lehre. Die Forderung Baha’ullahs „Die Erde ist nur ein Land, und alle Menschen sind seine Bürger“ war eine Absage an geltende religiöse Gräben und jeglichen Nationalismus. Diese „theologisch begründete kosmopolitische Einstellung der Religionsangehörigen“ ist nach Manfred Hutter ein Hauptgrund für die Verfolgung der Bahai im heutigen Iran.

## 20. und 21. Jahrhundert
Obwohl der Beginn des Ersten Weltkriegs ein gewaltiger Rückschlag für die Anhänger pazifistischer Überzeugungen war, kehrte mit dem Ende des Krieges und der aufkommenden wirtschaftlichen Not auch das Interesse an pazifistischen Idealen zurück. Die Bewegung war aber angesichts der kontroversen Diskussion über Kriegsschuld und die Weimarer Republik gespalten.
Die Gründung des Völkerbunds als Versuch, Kriege in der Zukunft zu ächten, zeigte jedoch, dass seine Instrumentarien zu schwach waren, um den Zweiten Weltkrieg aufhalten zu können. Selbst ein überzeugter Pazifist und Kosmopolit wie Albert Einstein schreckte nicht davor zurück, durch seinen Brief an Franklin Delano Roosevelt den Anstoß zum Bau der Atombombe zu liefern.

### Esperanto als kosmopolitisches Sprachprojekt
In der Zwischenkriegszeit boomte mit Esperanto ein kosmopolitisches Projekt. Die Plansprache war Ende des 19. Jahrhunderts entwickelt worden, um die Menschheit sprachlich zusammenzuführen und dadurch langfristig den Frieden zu sichern. In den Jahren 1922/23 debattierte der Völkerbund, seinen Mitgliedsstaaten die Einführung von Esperanto als Unterrichtssprache zu empfehlen. Mit der leicht zu erlernenden Hilfssprache würde der Menschheit eine gemeinsame, politisch neutrale Kommunikationsbasis gegeben. Die Initiative fand aber in der zuständigen Kommission zu wenig Unterstützung und scheiterte. Der Zweite Weltkrieg beendete Aufstieg und Verbreitung des Esperanto.

### Menschenrechte als kosmopolitische Rechtsbasis
Eine Rückkehr des Interesses an den kosmopolitischen Idealen der Aufklärung war nach dem Ende des Zweiten Weltkriegs zu beobachten.
Die Allgemeine Erklärung der Menschenrechte hat bereits drei Jahre nach Gründung der Vereinten Nationen erstmals den rechtlichen Aspekt von Kosmopolitismus festgehalten. Nach Seyla Benhabib sind damit alle Menschen als solche rechtswürdig, unabhängig von nationaler Zugehörigkeit und Staatsbürgerschaft. Benhabib weist allerdings auch darauf hin, dass diesem Fortschritt auf der Seite des Rechts eine in einigen Teilen der Welt wachsende Skepsis hinsichtlich der Gültigkeit dieser Normen gegenübersteht, die sich zuletzt durch die Diskrepanz zwischen dem universalistischen Anspruch der Menschenrechte und dem Unvermögen Europas, diesen nach der „Flüchtlingskrise“ 2015 umzusetzen, zeigte.
Die Diskrepanz zwischen nationalen und übergeordneten Ansprüchen begleitete die Vereinten Nationen seit Anbeginn. Ihr zweiter Generalsekretär, Dag Hammarskjöld, wurde 1956 – 5 Jahre vor seinem noch heute nicht endgültig aufgeklärten Tod – in einem Artikel der Zeit als „Kosmopolitiker Hammarskjöld“ bezeichnet, der es verstand – gegen ursprüngliche Erwartungen – die Ideen des Kosmopolitismus in Kosmopolitik (Weltordnungspolitik) umzusetzen und alle Möglichkeiten eines Staatsmanns ausschöpfte, der „nicht zwischen und nicht in, sondern über den Nationen steht“.
Großes mediales Interesse erlangte die Idee des Weltbürgers durch die Aktionen des ehemaligen US-Bomberpiloten Garry Davis, der 1948 durch die Rückgabe seines US-Passes staatenlos wurde, sich selbst als „Weltbürger Nummer 1“ bezeichnete und die Weltbürgerbewegung ins Leben gerufen hatte.

### Kosmopolitismus als antisemitische Verschwörungstheorie
In der DDR und bereits zuvor in der UdSSR wurde dem Kosmopolitismus, der als imperialistisches, rechtsgerichtetes und nationalistisches Mittel der westlichen Großmächte galt, um kleine Staaten niederzuhalten und den eigenen Nationalismus zu verschleiern, das positive Gegenbild des proletarischen Internationalismus entgegengesetzt, wonach Sozialisten weltweit Brüder waren und alle Arbeiter der Welt gleiche Interessen hatten. Weltbürger wurden im späten Stalinismus ab 1948 als wurzellose Kosmopoliten bezeichnet, die der sozialistischen Gesellschaft Schaden zufügen würden. Unter diesem Vorwand wurden in den 1950er Jahren in der Sowjetunion und später in den Staaten des Ostblocks Kampagnen insbesondere gegen Juden durchgeführt.

### Neuere Ansätze in Sozial- und Kulturwissenschaften
Im postkolonialen Kontext entfaltete sich ab den 1980er Jahren ein „neuer“ Diskurs des Kosmopolitismus, geprägt vor allem durch Literatur-, Kultur- und Sozialwissenschaftler wie Bruce Robbins, Timothy Brennan, Kwame Anthony Appiah, Arjun Appadurai, James Clifford und Ulrich Beck. In diesem „neuen“ Diskurs wurde versucht, den Kosmopolitismus-Begriff vor dem Hintergrund der Globalisierung und daraus folgender Konfrontation mit lingualer und ethisch-weltanschaulicher Vielfalt in der vernetzten Welt neu zu interpretieren. Der kamerunische Historiker und politische Philosoph Achille Mbembe definiert Kosmopolitismus als „Idee einer gemeinsamen Welt, einer gemeinsamen Humanität, einer Geschichte und einer Zukunft, die uns nur offensteht, wenn wir sie teilen“. Kosmopolitismus wird vielfach als Konkurrenzkonzept zum als kulturessentialistisch empfundenen Multikulturalismus im Rahmenkontext des Nationalstaats gesehen. Der erweiterte und aktualisierte Begriff folgt nicht mehr allein der Vorstellung einer subjektiven Selbstzuschreibung als „Weltbürger“, sondern versucht u. a., eine Synthese aus partikularistischen und universellen Motivationen zu erreichen. Losgelöst von elitärem Standesbewusstsein werden beispielsweise bei Appadurais Cosmopolitan from Below kosmopolitische Verhaltensweisen bei marginalisierten Randgruppen ausgemacht, denen Mittel und Bildung fehlen, um dem klassischen Bild des westlichen Kosmopoliten als weitgereisten Weltversteher zu entsprechen. Das Konzept des „Kosmopolitismus von innen“ setzt dagegen auf eine Analyse der Mitgliedschafts- und Beteiligungsrechte, um problematische Rückschritte im Bereich der Staatsbürgerschaft identifizieren zu können. Bezeichnend für eine neue Sichtweise des Begriffs sind auch scheinbar paradoxe Begriffsbildungen wie „patriotischer Kosmopolitismus“, „verwurzelter Kosmopolitismus“ oder „nationaler Kosmopolitismus“. Angestrebt wurde auch eine Versöhnung des Kosmopolitismus mit dem Patriotismus bzw. dem Nationalismus neuer Prägung. Vor allem die Stadt als Schaustätte des Kosmopolitismus rückt in den Mittelpunkt der Forschung.
Die US-amerikanische Philosophin Martha Nussbaum vertritt die Auffassung, dass das kosmopolitische Ideal zwar edel, aber fehlerhaft ist, da es zu oft die materiellen und praktischen Grundlagen für menschliche Würde und Gerechtigkeit vernachlässigt. Sie übt Kritik an traditionellen kosmopolitischen Ansätzen, die ihrer Meinung nach die Bedeutung von Nationalstaaten unterschätzen. Diese seien für die demokratische Teilhabe und politische Umsetzung von entscheidender Bedeutung. Nussbaum fordert eine Revision des Kosmopolitismus. Ihrer Ansicht nach müssen Menschenrechte und die Sorge für das Wohl aller Menschen weltweit mit konkreten, materiellen Hilfen und Umverteilung verbunden werden. Dabei darf die Nation nicht abgeschafft, sondern muss als zentraler Ort politischer Verantwortung und Solidarität gestärkt werden. Ihr „materialistischer globaler politischer Liberalismus“ fußt auf dem Fähigkeitenansatz: Jeder Mensch hat ein Recht auf grundlegende Fähigkeiten wie Gesundheit, Bildung und politische Partizipation, die über nationale Grenzen hinweg sichergestellt werden müssen.
In den Sozial- und Kulturwissenschaften haben sich in den letzten Jahrzehnten verschiedene parallel existierende Kosmopolitismus-Konzepte und Definitionen herausgebildet. Steven Vertovec und Robin Cohen ordnen die verschiedenen Ansätze folgenden Gruppen zu. Kosmopolitismus kann demnach gesehen werden
1. als soziokulturelle Kondition
2. als Philosophie oder Weltanschauung, als Gegenentwurf zum Kommunitarismus
3. als politisches Projekt, entweder verkörpert in transnationalen Institutionen (z. B. UN, EU) oder durch die politische Sichtweise, dass Menschen mehrere Identitäten haben
4. als Einstellung oder Disposition („Heterophilie“, Verlangen nach dem Fremden)
5. als Praktik oder Kompetenz